# Delia Boccardo
Delia Boccardo (Genova, 1948. január 29. –) olasz színésznő.

## Pályafutása
Karrierjét 18 évesen, a Tre pistole contro Cesare (1966) című spagettiwesternben kezdte. Első nemzetközi szerepe a Clouseau felügyelőben (1968) Lisa Morrel hadnagy figurája volt. Az új évezredben olasz tévéfilmekben tevékenykedik. Jelentős hírnévre tett szert a Bűvölet című tévésorozattal, melynek egyik legrégebbi és legkedveltebb szereplőjét, Tilly Nardit alakítja.

## Filmjei
- Tre pistole contro Cesare (1966)
- L'occhio selvaggio (1967)
- Clouseau felügyelő (L'infallibile Inspector Clouseau) (1968)
- Kannibálok (I cannibali) (1969)
- Un detective (1969)
- Bűntény a Via Venetón (Un detective) (1969)
- Sztrogoff Mihály (Michel Strogoff, corriere dello zar) (1970)
- Szerencsevadászok (The Adventurers) (1970)
- Una macchia rosa (1970)
- I cannibali (1970)
- Csoda olasz módra (Per grazia ricevuta) (1971)
- Equinozio (1971)
- Stress (1971)
- Csoda olasz módra (1971)
- …e alla fine lo chiamarono Jerusalem l’implacabile (Padella calibro 38) (1972)
- Grande slalom per una rapina (1972)
- La colonna infame (1973)
- La polizia incrimina, la legge assolve (1973)
- Megtorlás / Mészárlás Rómában (Rappresaglia) (1973)
- Il poliziotto è marcio (1974)
- Un fiocco nero per Deborah (1974)
- Il caso Raoul (1975)
- La polizia accusa: il servizio segreto uccide (1975)
- La mazurka del barone, della santa e del fico fiorone (1975)
- L'ultimo giorno di scuola prima delle vacanze di Natale (1975)
- Giovannino (1976)
- Una donna alla finestra (1976)
- Óriáspolip (Tentacoli) (1977)
- Improvviso (1979)
- Le ali della colomba (1981)
- Roma dalla finestra (1982)
- Afrodite (1982)
- Nosztalgia (1983)
- Ercole (1983)
- The Assisi Underground (1985)
- Il cugino americano (1986)
- Sposi (1987)
- Cavalli si nasce (1988)
- L'isola alla deriva (1989)
- La settimana della sfinge (1990)
- Il nodo alla cravatta (1991)
- Le retour de Casanova (1992)
- Dichiarazioni d'amore (1994)
- Fade Out (Dissolvenza al nero) (1994)
- Questo è il giardino (1999)
- Sole negli occhi (2001)
- Bűvölet 1 (1998)
- Bűvölet 2 (1999)
- Bűvölet 3 (2000)
- Bűvölet 4 (2001)
- Bűvölet 5 (2002)
- Bűvölet 6 (2003)
- Bűvölet 7 (2004)
- Bűvölet 8 (2005)
- Bűvölet 9 (2007)
- Bűvölet 10 (2008)